# Longiperna areolata
Longiperna areolata is een hooiwagen uit de familie Gonyleptidae.